# Verenigde Staten op het wereldkampioenschap voetbal 2006
De Verenigde Staten namen bij het Wereldkampioenschap voetbal 2006 voor de achtste keer in de historie deel aan de WK-eindronde. De laatste keer dat Team USA ontbrak, was in 1986. Tijdens het allereerste WK in 1930 bereikte de ploeg de halve finales, een prestatie die daarna nooit meer werd geëvenaard. In 2002 kwamen de Amerikanen daar nog het dichtst bij in de buurt, toen in de kwartfinale werd verloren van de latere verliezend finalist Duitsland.

## Kwalificatie
Als lid van de CONCACAF diende de Verenigde Staten een lange kwalificatieprocedure te doorstaan. Via de tweede voorronde en de halve finaleronde waarin de vier aanwezige teams elkaar twee maal ontmoetten kwam het in de finaleronde terecht. De zes daarin vertegenwoordigde landen troffen elkaar eveneens eenmaal thuis en eenmaal uit. Een plaats bij de eerste drie was vereist voor kwalificatie, een eventuele vierde plaats zou een play-offduel opleveren met een Aziatisch land.
De Verenigde Staten begon de kwalificatiereeks voor het WK in de tweede voorronde, waarin het Grenada ontmoette, dat in de eerste voorronde te sterk bleek voor de Guyana. Guyana was echter geen partij voor Amerika dat thuis met 3-0 en uit met 2-3 wist te winnen. De halve finaleronde leverde iets meer problemen op, met een gelijkspel tegen Panama en twee gelijke spelen tegen Jamaica. Toch werden ze groepswinnaar in een groep die werd gecompleteerd door El Salvador.
Souverijn doorstond Amerika ook de finaleronde, waarin het samen met Mexico de dienst uitmaakte. Een plek bij de eerste drie was dan ook al snel vergeven. De enige smetjes op de kwalificatie van de Verenigde Staten waren een 2-1 nederlaag tegen Mexico, een 3-0 nederlaag tegen Costa Rica en een 0-0 gelijkspel tegen Guatemala.

### Wedstrijden

#### Voorronde
| 13 juni, 2004 | Verenigde Staten | 3 – 0 | Grenada          |
| 20 juni, 2004 | Grenada          | 2 – 3 | Verenigde Staten |

#### Halve finaleronde
| 18 augustus, 2004 | Jamaica          | 1 – 1 | Verenigde Staten |
| 4 september, 2004 | Verenigde Staten | 2 – 0 | El Salvador      |
| 8 september, 2004 | Panama           | 1 – 1 | Verenigde Staten |
| 9 oktober, 2004   | El Salvador      | 0 – 2 | Verenigde Staten |
| 13 oktober, 2004  | Verenigde Staten | 6 – 0 | Panama           |
| 17 november, 2004 | Verenigde Staten | 1 – 1 | Jamaica          |

| Team             | Pts | Pld | W | D | L | GF | GA | GD  |
| ---------------- | --- | --- | - | - | - | -- | -- | --- |
| Verenigde Staten | 12  | 6   | 3 | 3 | 0 | 13 | 3  | +10 |
| Panama           | 8   | 6   | 2 | 2 | 2 | 8  | 11 | -3  |
| Jamaica          | 7   | 6   | 1 | 4 | 1 | 7  | 5  | +2  |
| El Salvador      | 4   | 6   | 1 | 1 | 4 | 2  | 11 | -9  |

#### Finaleronde
| 9 februari, 2005  | Trinidad en Tobago | 1 – 2 | Verenigde Staten   |
| 26 maart, 2005    | Mexico             | 2 – 1 | Verenigde Staten   |
| 30 maart, 2005    | Verenigde Staten   | 2 – 0 | Guatemala          |
| 4 juni, 2005      | Verenigde Staten   | 3 – 0 | Costa Rica         |
| 8 juni, 2005      | Panama             | 0 – 3 | Verenigde Staten   |
| 17 augustus, 2005 | Verenigde Staten   | 1 – 0 | Trinidad en Tobago |
| 3 september, 2005 | Verenigde Staten   | 2 – 0 | Mexico             |
| 7 september, 2005 | Guatemala          | 0 – 0 | Verenigde Staten   |
| 8 oktober, 2005   | Costa Rica         | 3 – 0 | Verenigde Staten   |
| 12 oktober, 2005  | Verenigde Staten   | 2 – 0 | Panama             |

| Team               | Pts | Pld | W | D | L | GF | GA | GD  |
| ------------------ | --- | --- | - | - | - | -- | -- | --- |
| Verenigde Staten   | 22  | 10  | 7 | 1 | 2 | 16 | 6  | +10 |
| Mexico             | 22  | 10  | 7 | 1 | 2 | 22 | 9  | +13 |
| Costa Rica         | 16  | 10  | 5 | 1 | 4 | 15 | 14 | +1  |
| Trinidad en Tobago | 13  | 10  | 4 | 1 | 5 | 10 | 15 | -5  |
| Guatemala          | 11  | 10  | 3 | 2 | 5 | 16 | 18 | -2  |
| Panama             | 2   | 10  | 0 | 2 | 8 | 4  | 21 | -17 |

## Groep E
Vlak voor het WK begon barstte de bom in Italië, een grootschalig omkoopschandaal, bijgenaamd Calciopoli kwam aan het licht. Jarenlang waren spelers en scheidsrechters omgekocht, spil was algemeen directeur Luciano Moggi van Juventus die reputaties van scheidsrechters kon maken of breken. Ook clubs als Lazio Roma en AC Milan hadden een bedenkelijke reputatie en er vonden huiszoekingen plaats bij grote spelers als Zinedine Zidane en Fabio Cannavaro. Uiteindelijk werden de twee laatste landstitels van Juventus ontnomen, de ploeg degradeerde naar de Serie B. De stress bij Juventus werd belichaamd door spelersbegeleider Gianluca Pessotto, die zich van het leven probeerde te beroven door van het clubgebouw van Juventus te springen, hij overleefde de poging.
Het Italiaanse nationale team stond ook onder druk, manager Marcello Lippi was jarenlang manager van Juventus, zijn zoon was ook betrokken bij het schandaal, zijn schuld in het omvangrijke schandaal was niet bewezen. Het team rechte zijn rug en had met doelman Gianluigi Buffon, verdediger Fabio Cannavaro, de fijnbesnaarde middenvelder Andrea Pirlo en topscorer Luca Toni sterke troeven. Italië begon goed met een 2-0 zege  tegen een eveneens goed spelend Ghana. De doelpunten werden gemaakt door Andrea Pirlo met een schot van afstand en Vincenzo Iaquinta profiteerde van een zachte terugspeelbal van ex-Bayern München-speler Samuel Kuffour.
De andere favoriet in deze groep Tsjechië had ook een sterke generatie met keeper Petr Čech, topscorer Jan Koller en vooral de middenvelder van Juventus Pavel Nedved. Merkwaardigerwijs debuteerde deze generatie op een WK, terwijl de "Gouden Generatie" glorieerde op EK's (finalist 1996, halve finalist 2004). In de eerste wedstrijd won de ploeg simpel met 3-0 van de Verenigde Staten, Koller scoorde tweemaal, maar raakte geblesseerd en kon de volgende wedstrijden niet mee spelen. In de tweede wedstrijd stond Tsjechië als verlamd in het veld en verloor kansloos met 2-0 van Ghana, dat ook nog een strafschop miste. Italië teleurstelde ook door met 1-1 gelijk te spelen tegen de Verenigde Staten. Er vielen liefst drie rode kaarten: naast twee Amerikanen werd Daniele De Rossi uit het veld gestuurd na een elleboogstoot op Brian McBride, hij zou voor vier wedstrijden worden geschorst en zou hoogstens tijdens de finale weer in actie kunnen komen.
In de laatste speelronde hadden alle landen nog kans zich te plaatsen. Ghana had na de goede wedstrijden tegen Italië en Tsjechië moeite met de Verenigde Staten, het won met 2-1 en plaatste zich als enig Afrikaans land voor de achtste finales. Amerika speelde geen enkele rol van betekenis in deze groep, coach Bruce Arena werd ontslagen. Tsjechië vocht voor zijn laatste kans tegen Italië, vooral Pavel Nedved sleurde zijn ploeg naar voren, maar na de 1-0 voorsprong door de vroege invaller Marco Materazzi speelde Tsjechië weer als verlamd. De eindstand was 2-0 en Tsjechië was vroegtijdig uitgeschakeld.
| Land             | Wed | Win | Gel | Ver | DV | DT | +/− | Pnt |
| ---------------- | --- | --- | --- | --- | -- | -- | --- | --- |
| Italië           | 3   | 2   | 1   | 0   | 5  | 1  | 4   | 7   |
| Ghana            | 3   | 2   | 0   | 1   | 4  | 3  | 1   | 6   |
| Tsjechië         | 3   | 1   | 0   | 2   | 3  | 4  | –1  | 3   |
| Verenigde Staten | 3   | 0   | 1   | 2   | 2  | 6  | –4  | 1   |

|                                               |                  |                            |          |                                                                                   |
| 12 juni 2006 «onderlinge duels» 18:00 (UTC+2) | Verenigde Staten | 0 – 3                      | Tsjechië | Veltins-Arena, Gelsenkirchen Toeschouwers: 52.000 Scheidsrechter: Carlos Amarilla |
| 12 juni 2006 «onderlinge duels» 18:00 (UTC+2) |                  | 5' Koller 36', 76' Rosický |          | Veltins-Arena, Gelsenkirchen Toeschouwers: 52.000 Scheidsrechter: Carlos Amarilla |

|                                               |                        |       |       |                                                                       |
| 12 juni 2006 «onderlinge duels» 21:00 (UTC+2) | Italië                 | 2 – 0 | Ghana | AWD-Arena, Hannover Toeschouwers: 43.000 Scheidsrechter: Carlos Simon |
| 12 juni 2006 «onderlinge duels» 21:00 (UTC+2) | Pirlo 40' Iaquinta 83' |       |       | AWD-Arena, Hannover Toeschouwers: 43.000 Scheidsrechter: Carlos Simon |

|                                               |          |                     |       |                                                                                   |
| 17 juni 2006 «onderlinge duels» 18:00 (UTC+2) | Tsjechië | 0 – 2               | Ghana | RheinEnergieStadion, Keulen Toeschouwers: 45.000 Scheidsrechter: Horacio Elizondo |
| 17 juni 2006 «onderlinge duels» 18:00 (UTC+2) |          | 2' Gyan 82' Muntari |       | RheinEnergieStadion, Keulen Toeschouwers: 45.000 Scheidsrechter: Horacio Elizondo |

|                                               |               |       |                     |                                                                                           |
| 17 juni 2006 «onderlinge duels» 21:00 (UTC+2) | Italië        | 1 – 1 | Verenigde Staten    | Fritz-Walter-Stadion, Kaiserslautern Toeschouwers: 46.000 Scheidsrechter: Jorge Larrionda |
| 17 juni 2006 «onderlinge duels» 21:00 (UTC+2) | Gilardino 22' |       | 27' (e.d.) Zaccardo | Fritz-Walter-Stadion, Kaiserslautern Toeschouwers: 46.000 Scheidsrechter: Jorge Larrionda |

|                                               |          |                           |        |                                                                          |
| 22 juni 2006 «onderlinge duels» 16:00 (UTC+2) | Tsjechië | 0 – 2                     | Italië | AOL Arena, Hamburg Toeschouwers: 50.000 Scheidsrechter: Benito Archundia |
| 22 juni 2006 «onderlinge duels» 16:00 (UTC+2) |          | 26' Materazzi 87' Inzaghi |        | AOL Arena, Hamburg Toeschouwers: 50.000 Scheidsrechter: Benito Archundia |

|                                               |                               |       |                  |                                                                                 |
| 22 juni 2006 «onderlinge duels» 16:00 (UTC+2) | Ghana                         | 2 – 1 | Verenigde Staten | easyCredit-Stadion, Neurenberg Toeschouwers: 41.000 Scheidsrechter: Markus Merk |
| 22 juni 2006 «onderlinge duels» 16:00 (UTC+2) | Dramani 22' Appiah 45' (pen.) |       | 43' Dempsey      | easyCredit-Stadion, Neurenberg Toeschouwers: 41.000 Scheidsrechter: Markus Merk |

## Wedstrijden gedetailleerd
WK voetbal 2006 (Groep E) Verenigde Staten - Tsjechië
WK voetbal 2006 (Groep E) Italië - Verenigde Staten
WK voetbal 2006 (Groep E) Ghana - Verenigde Staten

## Opmerkingen
1. ↑  https://www.ad.nl/buitenlands-voetbal/tien-jaar-geleden-de-wereld-op-zijn-kop-in-het-italiaanse-voetbal~a46f2560/
2. ↑  https://www.bbc.com/sport/football/49910626
3. ↑  https://www.voetbalkrant.com/nieuws/2006-05-19/huiszoekingen-bij-cannavaro-en-ibrahimovic/amp
4. ↑  https://www.vi.nl/nieuws/juventus-degradeert-naar-b-en-is-titels-kwijt
5. ↑  Pessotto zwaargewond na val uit raam
6. ↑  https://www.gva.be/cnt/oid399893
7. ↑  http://news.bbc.co.uk/sport2/hi/football/world_cup_2006/4852746.stm
8. ↑  https://www.youtube.com/watch?v=WGvfXqCoMOQ
9. ↑  https://www.fcupdate.nl/voetbalnieuws/7599/wk-serie-tsjechie-debutant-met-titelaspiraties/
10. ↑  https://www.trouw.nl/nieuws/jan-koller-minimaal-twee-duels-aan-de-kant~bf50bbc4/
11. ↑  https://www.vi.nl/nieuws/dujkovic-had-zijn-koffers-al-klaar-staan
12. ↑  https://www.trouw.nl/nieuws/de-rossi-voor-vier-wedstrijden-geschorst~b92987a7/
13. ↑  ttps://www.trouw.nl/nieuws/ghana-maakt-een-heel-continent-trots~bfbf59d1/
14. ↑  http://www.msnbc.msn.com/id/13860292/
15. ↑  https://football-italia.net/nl/op-deze-dag-tsjechische-rep-0-2-itali%C3%AB/

USSF · A-internationals · Selecties · Bondscoaches · Amerikaans vrouwenelftal · Olympisch elftal · USA -21 · USA -20 · USA -19 · USA -18 · USA -17
1885 – 1919 · 
1920 – 1929 · 
1930 – 1939 · 
1940 – 1949 · 
1950 – 1959 · 
1960 – 1969 · 
1970 – 1979 · 
1980 – 1989 · 
1990 – 1999 · 
2000 – 2009 · 
2010 – 2019 ·
2020 − 2029
CA 1993 · 
CA 1995 · 
CA 2007 · 
CA 2016
CC 1992 · 
CC 1999 · 
CC 2003 · 
CC 2009
WK 1930 · 
WK 1934 · 
WK 1950 · 
WK 1990 · 
WK 1994 · 
WK 1998 · 
WK 2002 · 
WK 2006 · 
WK 2010 · 
WK 2014
OS 1904 · 
OS 1924 · 
OS 1928 · 
OS 1936 · 
OS 1948 · 
OS 1952 · 
OS 1956 · 
OS 1972 · 
OS 1984 · 
OS 1988 · 
OS 1992 · 
OS 1996 · 
OS 2000 · 
OS 2008
Algerije ·
Antigua en Barbuda ·
Argentinië ·
Armenië ·
Australië ·
Azerbeidzjan ·
Barbados ·
België ·
Belize ·
Bermuda ·
Bolivia ·
Bosnië en Herzegovina ·
Brazilië ·
Canada ·
Chili ·
China ·
Colombia ·
Costa Rica ·
Cuba ·
Curaçao ·
Denemarken ·
DDR ·
Duitsland ·
Ecuador ·
Egypte ·
El Salvador ·
Engeland ·
Estland ·
Finland ·
Frankrijk ·
Ghana ·
GOS ·
Grenada ·
Griekenland ·
Guatemala ·
Guyana ·
Haïti ·
Honduras ·
Hongarije ·
Ierland ·
IJsland ·
Iran ·
Israël ·
Italië ·
Ivoorkust ·
Jamaica ·
Japan ·
Joegoslavië ·
Kaaimaneilanden ·
Kameroen ·
Koeweit ·
Letland ·
Liechtenstein ·
Luxemburg ·
Malta ·
Marokko ·
Martinique ·
Mexico ·
Moldavië ·
Nederland ·
Nederlandse Antillen ·
Nicaragua ·
Nieuw-Zeeland ·
Nigeria ·
Noord-Ierland ·
Noord-Korea ·
Noord-Macedonië ·
Noorwegen ·
Oekraïne ·
Oezbekistan ·
Oman ·
Oostenrijk ·
Panama ·
Paraguay ·
Peru ·
Polen ·
Portugal ·
Puerto Rico ·
Qatar ·
Roemenië ·
Rusland ·
Saint Kitts en Nevis ·
Saint Vincent en de Grenadines ·
Saoedi-Arabië ·
Schotland ·
Servië ·
Slovenië ·
Slowakije ·
Sovjet-Unie ·
Spanje ·
Thailand ·
Trinidad en Tobago ·
Tsjechië ·
Tsjecho-Slowakije ·
Tunesië ·
Turkije ·
Uruguay ·
Venezuela ·
Wales ·
Zuid-Afrika ·
Zuid-Korea ·
Zweden ·
Zwitserland
Algerije (2010) ·
België (2014) ·
Brazilië (2009, 2) ·
Duitsland (2014) ·
Engeland (2010) ·
Ghana (2006) · 
Ghana (2014) · 
Italië (2006) · 
Nederland (2022) ·
Portugal (2014) ·
Slovenië (2010) ·
Tsjechië (2006)